# Alexandre Jumelin
Pour les articles homonymes, voir Jumelin.
Alexandre Jumelin, souvent cité sous le nom de Alex Jumelin, est un coureur cycliste français qui pratique la discipline du flat en BMX, né le 23 novembre 1977 et originaire de Paris, quatre fois champion du monde BMX Flat.

## Biographie

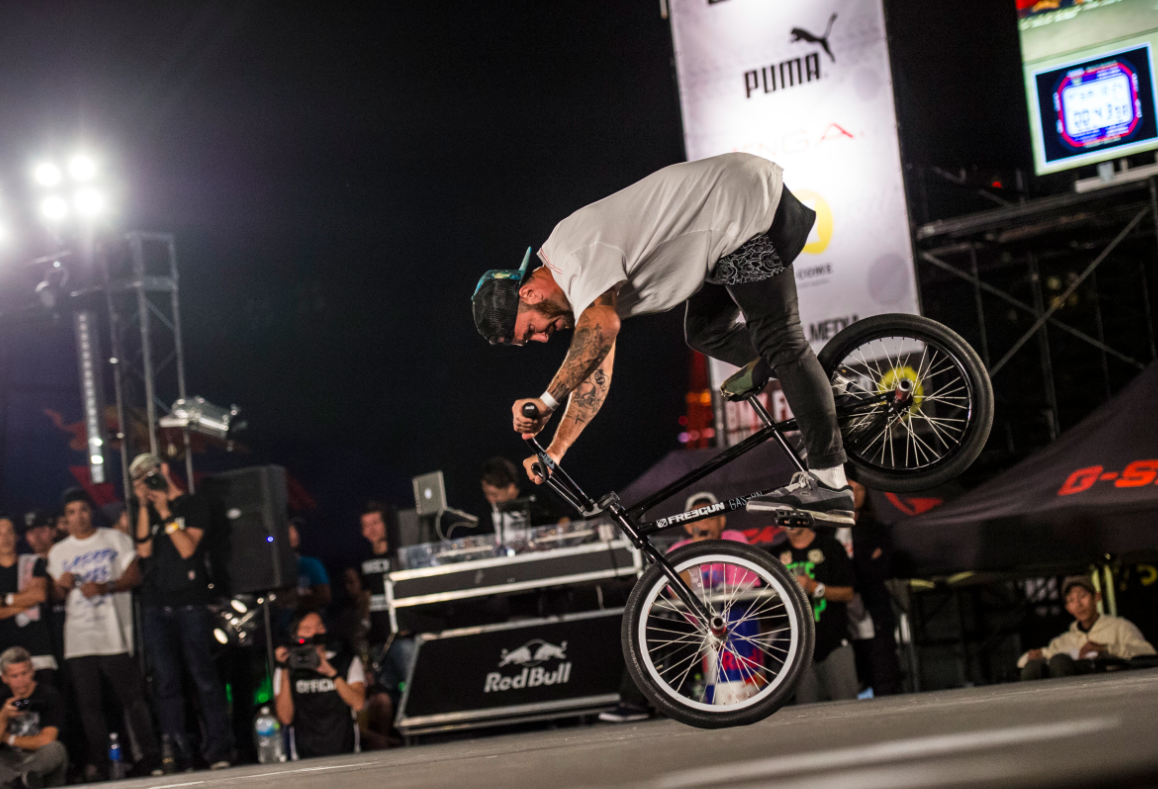
Alexandre Jumelin au Japon

Il commence à pratiquer le BMX et en particulier le flat à l'âge de 11 ans. À 16 ans, il devient professionnel.
À 19 ans, il signe un contrat de sponsoring avec Adidas et il arrête l'école pour se consacrer entièrement au BMX. Depuis, il est sur le circuit mondial du BMX.
Sa bonhomie et sa longévité sur le circuit en font un mythe du BMX.
Il a servi de mentor à Matthias Dandois, qu'il a emmené à ses premières compétitions et avec lequel il continue à participer régulièrement aux meetings de flat, comme le BMX Flatland World Circuit.
Il a trois enfants, Gabin né en 2006, Nathan né le 25 juillet 2003 et Jude. Il a un frère et une sœur.

## Palmarès et compétition
- 1991[3]
  - 1er à la première manche de la coupe de France AFF, catégorie 13 et - experts
- 1994[3]
  - 5e aux Masters sol, première manche du championnat de France FFC
  - 1er aux Masters sol, deuxième manche du championnat de France FFC
  - Champion de France FFC Master Sol
- 1995[3]
  - 1er aux Masters sol, première manche du championnat de France FFC
- 1997[3]
  - 1er à la première manche du championnat de France FFC, catégorie flat A
- 1998[3]
  - 4e au  Festival international des sports extrêmes (FISE) Palavas les Flots.
  - 11e au BS round 2, X-Trials en Virginie
  - 1er au KOC
  - 11e aux X Games.
  - 2e dernière manche du championnat de France FFC
  - Champion de France FFC Master Sol
  - 1er à la première manche du championnat de France FFC
- 1999[3]
  - 1er au  Festival international des sports extrêmes (FISE) Palavas.
  - 9e aux X Games à San Francisco
  - 2e au Level Vibes, Angleterre.
- 2000[3]
  - 1er au Circle Cow à Servon
  - 2e au BS/B3 round 1, spring break, en Arizona
  - 4e au BS/B3 round 3, X-Trials en Floride
  - 7e aux X Games.
  - 4e au KOC à Southsea, Angleterre.
- 2001[3]
  - 2e au Circle Cow à Servon
  - 10e aux X Games
  - 3e au A group flatland à Southsea
- 2002[3]
  - 6e au Festival international des sports extrêmes (FISE) de Palavas les Flots.
  - 4e aux Worlds à Cologne.
  - 7e aux X Games à Philadelphie
  - 1er au KOC à Southsea
- 2003[3]
  - 4e au Festival international des sports extrêmes (FISE) Montpellier.
  - 12e aux Worlds au Portugal.
- 2004[3]
  - 2e au Redbull Circle of Balance à Oberhausen
  - 5e aux Worlds à Cologne.
  - 3e à la VooDoo Jam à La Nouvelle-Orléans.
- 2005[3]
  - 1er au King of Ground à Fukushima, Japon.
  - 4e au BMX Freestyle Worlds en République tchèque.
  - 2e au Festival international des sports extrêmes (FISE) Montpellier.
  - 4e aux Urban Games à Londres.
- 2006[3]
  - 8e à la VooDoo Jam à La Nouvelle-Orléans.
  - 2e au Flatground, Amsterdam.
  - 2e au Berlin City Games, Allemagne.
- 2007[3]
  - 4e au Red Bull Circle of Balance à Tokyo
  - 2e au Festival international des sports extrêmes (FISE) Montpellier.
  - 3e à la VooDoo Jam à La Nouvelle-Orléans.
- 2008
  - 2e au Last Battle of the Year, Amsterdam.
- 2009
  - 2e au Festival international des sports extrêmes (FISE), Montpellier.
  - 7e place au Barcelona Extreme Sports Festival, Espagne.
- 2010
  - 8e au BMX Masters, Allemagne.
- 2011
  - 3e à la Com'in Lyon, France.
  - 3e au Festival international des sports extrêmes (FISE), Montpellier.
- 2012[3]
  - 5e au Festival international des sports extrêmes (FISE) au Costa Rica.
  - Rider Award, Circle of Balance, Japon.
  - 3e à la Rebel Jam, Pays Bas.
  - 4e à la Voodoo Jam, USA.
  - 4e au Festival international des sports extrêmes (FISE) Montpellier
- 2013
  - 4e à la Voodoo Jam, USA.
  - Nommé à la Nora Cup.
  - 3e au Festival international des sports extrêmes (FISE), Montpellier.
- 2014
  - 1er au Festival international des sports extrêmes (FISE), Montpellier.
  - Vainqueur de la Nora Cup.
  - 4e au Dew Tour, USA.
  - Finaliste du Flatark, Japon.
  - 5e à la Voodoo Jam, USA.
  - 1er du classement américain.
- 2015
  - 1er au Festival international des sports extrêmes ( FISE ), Montpellier.
  - Finaliste du Flatark, Japon.
  - 1er à la Sosh Freestyle Cup, Marseille.
  - 3e au LKXA Extreme Barcelona, Barcelone.
  - 2e aux Urban Waves, Belgique.
  - 1er au BMX COLOGNE, Allemagne.
  - 1er au International Contest, Royan.
  - 3e au Bike days, Suisse.
- 2021
  -  Champion de France de BMX Freestyle Flat
- 2022
  -  Champion de France de BMX Freestyle Flat

## Galerie

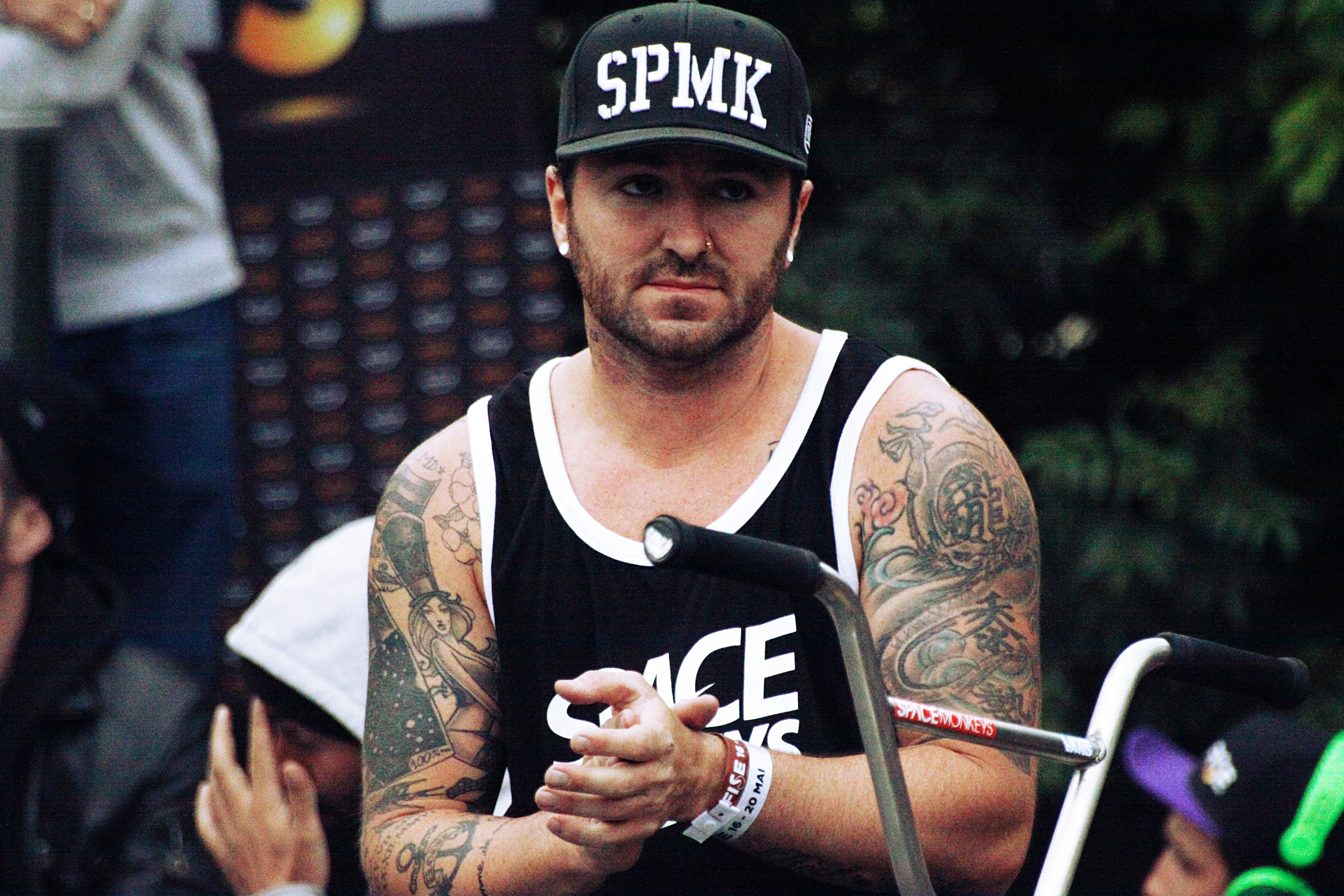
Alex Jumelin, FISE 2012 de Montpellier
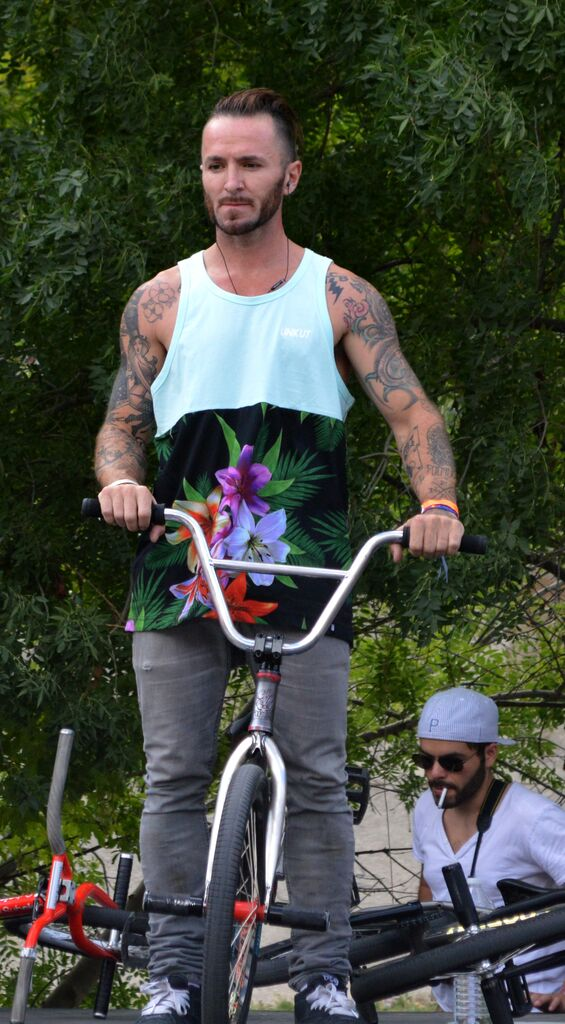
Alex Jumelin, FISE 2014
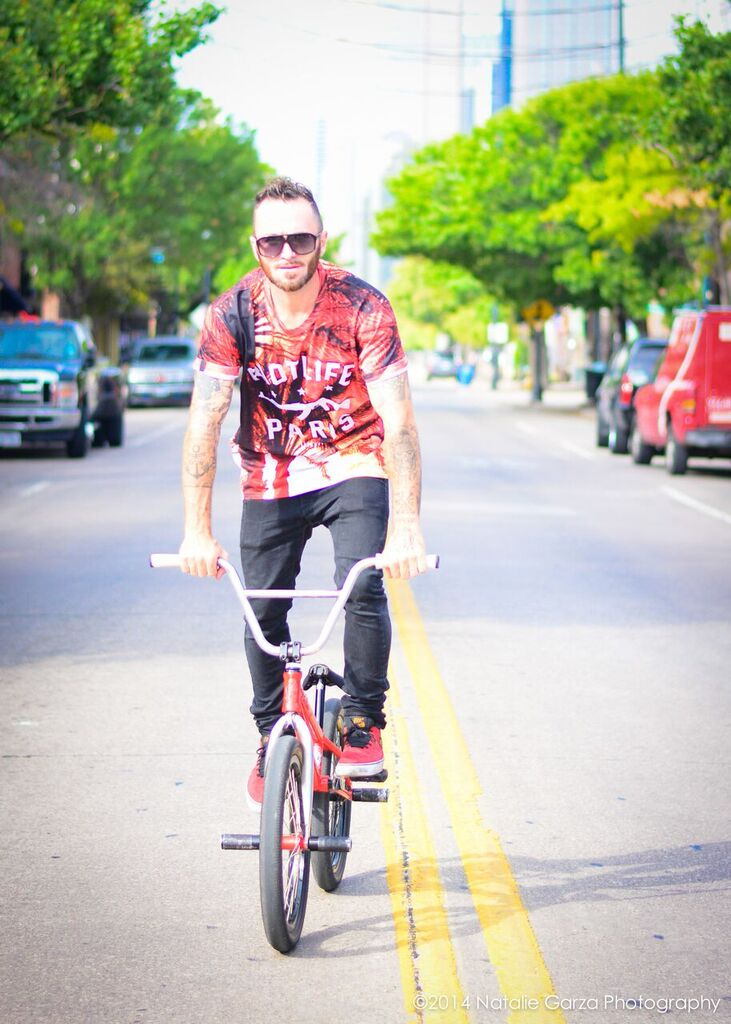
Alex Jumelin, Dallas, Texas
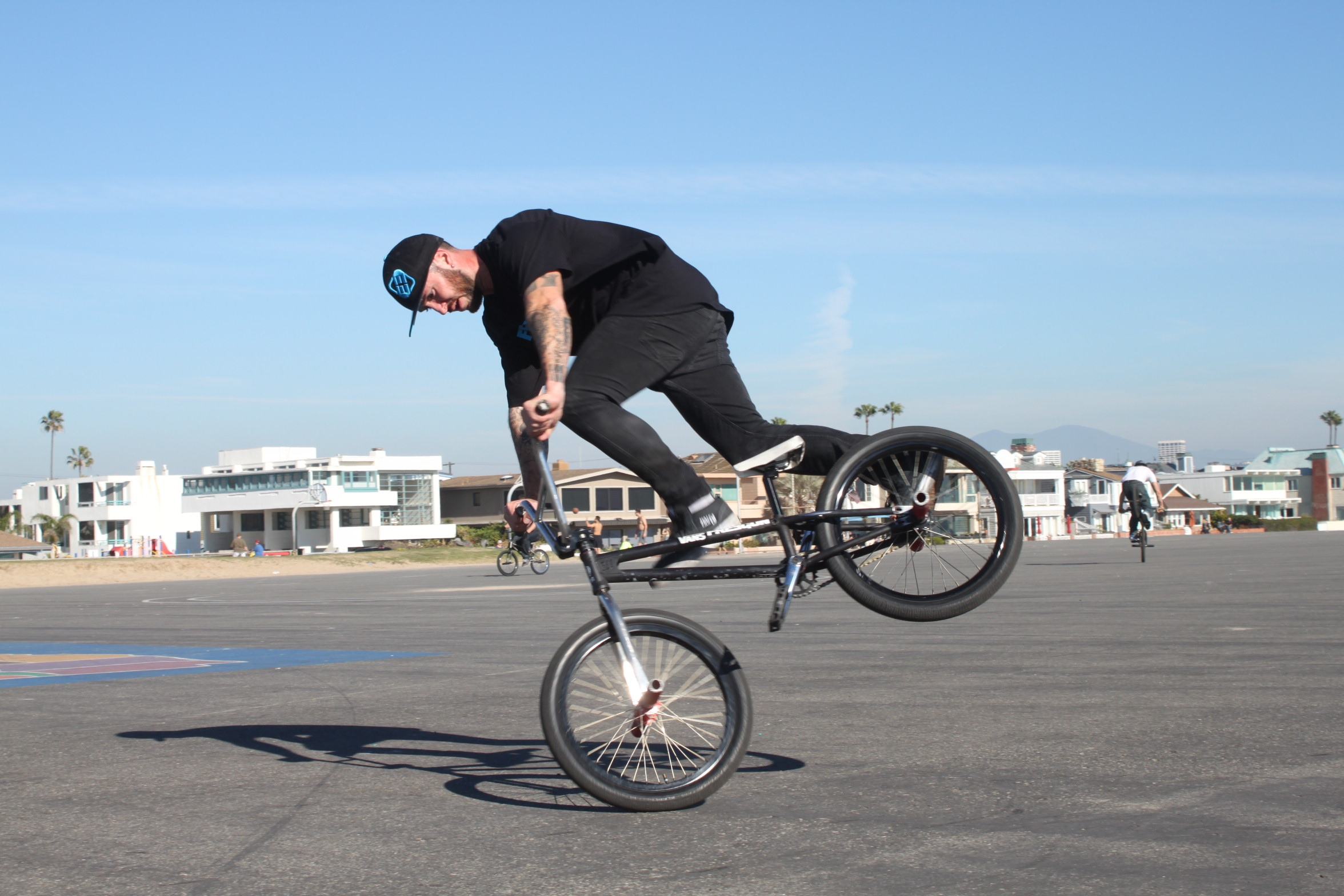
Alex Jumelin, Californie